# Ché Adams
Ché Zach Everton Fred Adams (ur. 13 lipca 1996 w Leicester) – szkocki piłkarz angielskiego pochodzenia, występujący na pozycji napastnika w angielskim klubie Southampton oraz w reprezentacji Szkocji. Uczestnik Mistrzostw Europy 2024.
W trakcie swojej kariery grał także w takich zespołach jak Oadby Town, Ilkeston, Sheffield United oraz Birmingham City. Młodzieżowy reprezentant Anglii.